# Playa de Mil Palmeras
La playa de Mil Palmeras es una playa de arena del municipio de Orihuela en la provincia de Alicante (España).
Esta playa limita al norte con la playa de Barranco Rubio y al sur con el término municipal de Pilar de la Horadada y tiene una longitud de 546 m, con una amplitud de 58 m.
Se sitúa en un entorno urbano, disponiendo de acceso por calle. Cuenta con paseo marítimo y parking delimitado. Es una playa balizada, con zona balizada para la salida de embarcaciones.
- Esta playa cuenta con el distintivo de Bandera Azul desde 2001